# Империя: Смутное время
Империя: Смутное время (англ. Reign: Conflict of Nations) — компьютерная игра в жанре стратегии о событиях 1350—1650 годов, происходивших на территории Руси, Польши и Великого княжества Литовского.
В отличие от классических представителей жанра, более компактна (выбран небольшой временной промежуток и всего несколько наций).

## Геймплей
Игрок может выступить за одну из 26 фракций — русские и польские княжества, украинские земли и владения восточноевропейских монархов.

Стратегическая карта игры

### Игровые персонажи
Игровые персонажи могут изучать шесть различных профессий: Монарх, Наместник, Полководец, Лазутчик, Священник, Ученый.
Каждая из профессий — специализированна, наличие персонажей всех типов необходимо для управления страной.
Каждому персонажу доступны все классы, три из которых он может освоить до достижения в 21 уровня. При этом уровни суммируются.
Получаемый персонажами опыт равномерно распределяется между профессиями, выбранными для развития. Стоимость каждого нового уровня для второй профессии на 35 % дороже, чем для основной, а третья профессия требует на 70 % больше опыта.
Все персонажи ежемесячно получают небольшое количество опыта, находясь на службе игрока. За различные действия персонаж также получает дополнительный опыт.

### Боевая система
Подконтрольные войска снабжаются или за счёт провинции, или из обозов.
Битвы реализованы как расширенная система автоматического боя. Перед сражением игрок может посмотреть силы сторон и установить желаемые цели для своих войск, а также их базовое поведение. После этого расчет боя производится автоматически и выдаются результаты.
Боевая система рассчитывает по раундам ход сражения, учитывая порядок нанесения урона отрядами, связность строя, безопасность артиллерии и других малоподвижных отрядов и т. п.. Это позволяет получать достаточно правдоподобные результаты сражений. Отряды имеют как стандартные (атака, защита, урон, численность, боевой дух), так и специальные параметры («порох», «рекруты», «ветераны», «линейный отряд»).

## Отзывы
| Русскоязычные издания | Русскоязычные издания |
| Издание               | Оценка                |
| --------------------- | --------------------- |
| Absolute Games        | 78/100                |
| «Игромания»           | 6,5/10                |
| «ЛКИ»                 | 84/100                |

Денис Василёнок из журнала «Лучшие компьютерные игры» наградил игру редакционным орденом и оценил стратегию на 84/100, констатируя: «В отличие от прошлых проектов студии „Империя: Смутное время“ не пытается ломать устои и создавать новые жанры, правда, и без интересных идей мы не остались. Уже сейчас игра приносит множество приятных минут, а ведь потенциал у неё ещё выше!». Отдельного упоминания удостоились множества вариантов развития, герои и дополнительные задания, а к минусам рецензент отнёс «интерфейс, с которым в конце игры успеваешь совладать только с постоянно включенной паузой». Конечный вердикт: «Проверенный временем игровой процесс, несколько свежих (для этого жанра) идей и качественное исполнение».
Игровой портал Absolute Games поставил игре 78 %. К достоинствам отнесена интересная игровая система, к недостаткам — относительная лёгкость. По мнению обозревателя «недостатки не так уж велики, а для новичков простота „Смутного времени“ — хорошее подспорье для знакомства с жанром. Да и ветераны охотно сыграют несколько партий, хотя вариантов прохождения немного, и не все они равнозначны.»
Журнал «Игромания» поставил игре 6,5 из 10 баллов, отметив, что «по сути, „Империя“ — это версия Europa Universalis, адаптированная для жителей глухих восточных лесов и болот», «кроме EU Lesta обращается к опыту разработки своей же довольно неудачной „Агрессии“, но этот опыт на пользу „Империи“ явно не идет». «Удивительное дело — в игре „Империя: Смутное время“ нет ни империй, ни смутного времени», «Lesta сделала удивительную игру — первую в мире глобальную политическую стратегию, в которой победа зависит от скорости кликов мышкой», «вместо степенной игры про становление Руси вышла садистская аркада, играть в которую чисто физически тяжело».